# Orsomarso
Orsomarso – miejscowość i gmina we Włoszech, w regionie Kalabria, w prowincji Cosenza.
Według danych na rok 2004 gminę zamieszkiwało 1505 osób, 16,7 os./km².